# Rožkovany
Rožkovany jsou obec na Slovensku v okrese Sabinov.

## Polohopis
V těsné blízkosti obce se nachází hlavní silnice Sabinov - Lipany - Stará Ľubovňa a také železnice, spojující Prešov s Polskou republikou. Součástí obce je i autobusová a železniční zastávka. Obě jsou umístěny u těchto komunikací. Střed obce je od nich vzdálen cca 700m, do samotné obce vede asfaltová cesta, která se rozvětvuje do čtyř ulic.

## Obyvatelstvo
V roce 2000 žilo v obci 1223 obyvatel, kteří obývali 274 domů s číslem popisným. Při posledním sčítání lidu v roce 1991, se v obci nacházelo celkem 1155 obyvatel. Převážná většina obyvatel hovoří Šarišským dialektem. Konfesně je obec jednotná, v roce 1998 se 1005 obyvatel hlásilo k římskokatolické církvi, 5 ke řeckokatolické, 1 k evangelické a 143 k jiné nebo k žádné. V obci se nachází římskokatolická fara a kostel svatého Antonína Opata, na starším hřbitově se nachází lokalita zaniklého románského kostela.